# Extra Aircraft
Das Unternehmen Extra Aircraft ist ein am Flugplatz Dinslaken/Schwarze Heide bei Hünxe, Nordrhein-Westfalen, beheimateter Hersteller von Hochleistungs-Sportflugzeugen. In der Vergangenheit stellte Extra auch kleine Reiseflugzeuge her.

## Firmengeschichte

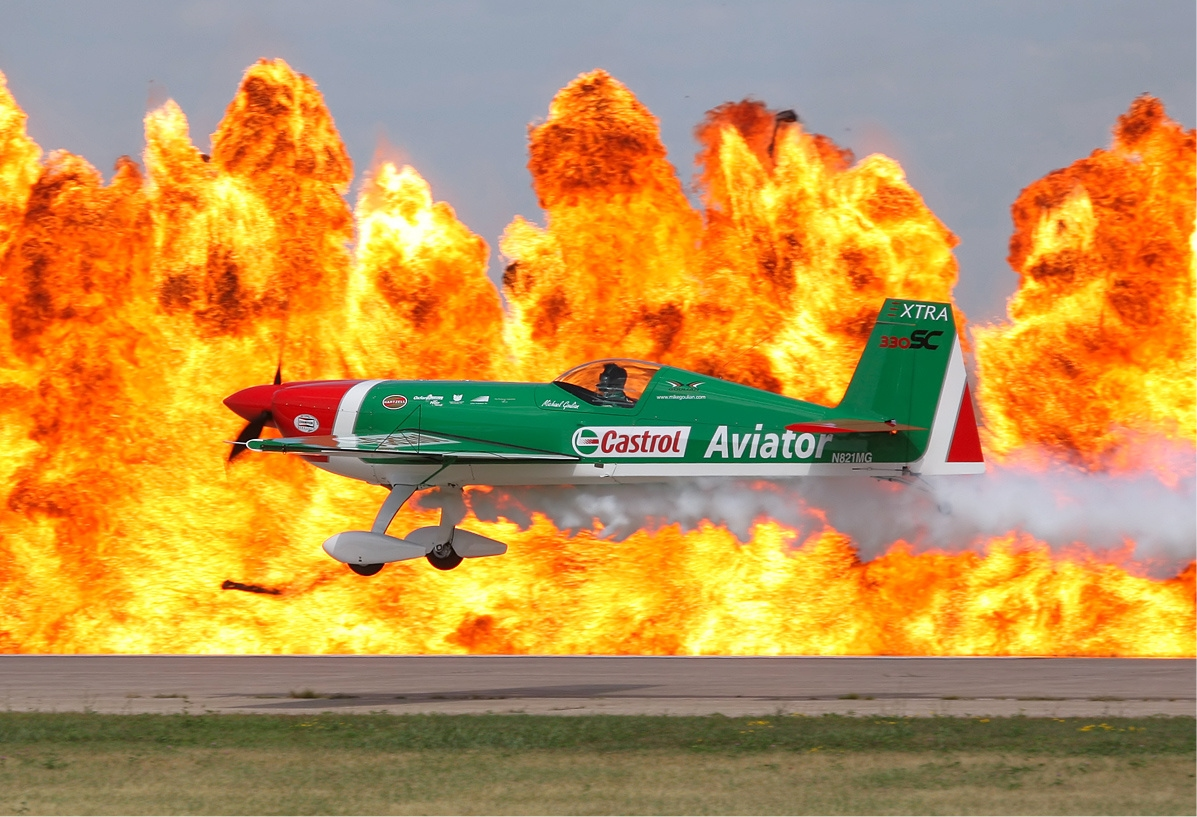
Extra EA-300SHP

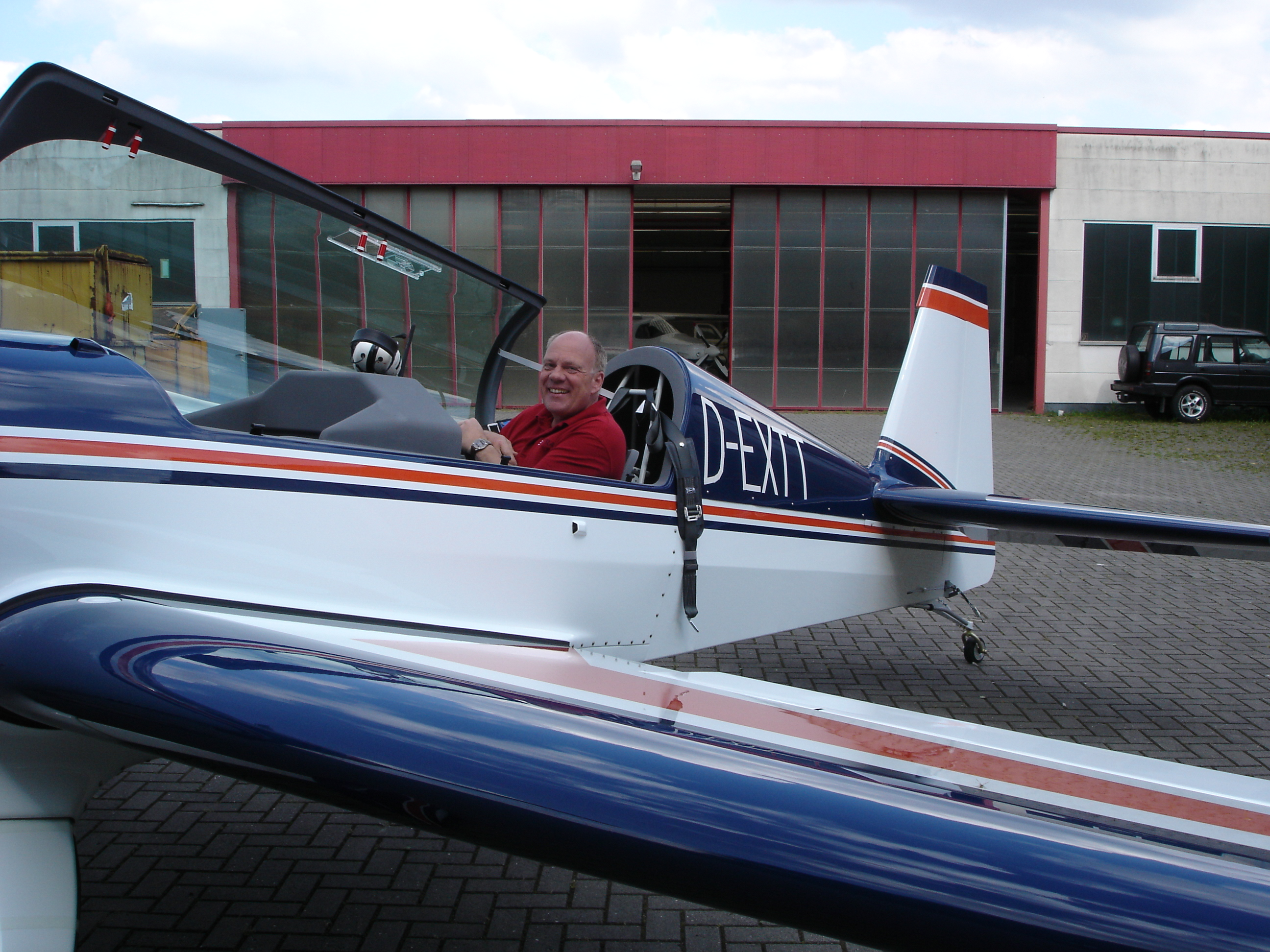
Walter Extra

Die Firma geht auf Walter Extra zurück, einen erfolgreichen deutschen Kunstflieger und Flugzeugkonstrukteur, der mehrfach deutscher Meister im Motorkunstflug war.  In den 1980er Jahren beschloss er, erstmals sein eigenes Flugzeug zu konstruieren und zu bauen.
Seine Flugzeugkonstruktionen revolutionierten die Kunstflugszene und dominierten zeitweise weltweit die Wettbewerbe. So erflog zum Beispiel Klaus Schrodt seine Weltmeistertitel auf Extra-Flugzeugen.
Im Verlauf der Entwicklung und des Baus der Extra 500 kam es zu Problemen im Unternehmen, das daraufhin im August 2003 von amerikanischen Investoren übernommen wurde. Das neue Managementteam steht unter der Leitung von Ken Keith.
Im August 2009 flogen fünf der besten zehn Piloten bei der Weltmeisterschaft Extra-Flugzeuge. 2013 – 2019 gewannen Flugzeuge von Extra bei der Weltmeisterschaft für Fortgeschrittene im Kunstflug. Bei der Weltmeisterschaft 2019 flogen 47 von 61 Piloten eine EXTRA, acht der besten zehn Piloten (Platz 1–4, 6–7 & 9–10) flogen eine EXTRA 330 SC.
Die Palette der von Walter Extra konstruierten und in seiner Firma Extra Aircraft gebauten Maschinen umfasst:

## Kunstflug-Flugzeuge
- Extra 200 (auch Extra 300/200) – Kunstflugtrainervariante der Extra 300L mit einem 200 PS starken Motor als Nachfolger der 230, deren Produktion wegen des Mangels an geeignetem Holz für die Tragflächenkonstruktion eingestellt werden musste. Die mit Tragflächen aus kohlenstofffaserverstärktem Kunststoff (CFK) und Stahlrohrrumpf ausgestattete Extra 200 wird seit 2005 wieder gefertigt. Sie ist wie die Extra 300L für Lastvielfache von ±10g zugelassen.
- Extra 230 – die erste Konstruktion von Walter Extra. Diese Maschine bestand noch aus recht konventionellen Materialien; die Tragflächen aus einer Holzkonstruktion, der Rumpf aus Stahlrohr, das Ganze wurde dann mit Kunststoff bezogen. Der Motor leistete 200 PS.
- Extra 260 – eine in nur sechs Exemplaren aufgelegte Vorläuferversion der Extra 300 mit einer 260-PS-Maschine.
- Extra 300 – mit einer Motorleistung von 300 PS und weitgehend in Kunststoff gefertigter Mitteldecker.
- Extra 300 L – Tiefdeckervariante der Extra 300.
- Extra 330 – Variante der Extra 300, Tragflächen und viele weitere Bauteile aus hochfestem CFK gefertigt. Mit 330 PS Motorleistung die bislang stärkste Kunstflugmaschine von Extra.
- Extra 330 SC – einsitziges Kunstflugzeug mit niedrigem Flügel
- Extra 330 LX – zweisitziges Tiefflügel-Kunstflugzeug
- Extra 330 LE – elektrifizierte Variante der Extra 330 mit 260-kW-Motor von Siemens[2] und zwei Batteriepacks mit jeweils 18,6 kWh Kapazität von Pipistrel.[3]
- Extra NG
- EXTRA 330 SX

Von diesen Typen existieren noch jeweils verschiedene Varianten, beispielsweise doppelsitzige Versionen.

## Reiseflugzeuge
- Extra 400 – sechssitzige Reisemaschine mit 350-PS-Kolben-Motor.
- Extra 500 – sechssitzige Reisemaschine mit 450-PS-Turboprop-Motor, größere Reichweite als die Extra 400.